# Serge Castiglioni
Pour les articles homonymes, voir Castiglioni.
Pas d'image ? Cliquez ici

a Compétitions nationales et continentales officielles uniquement.

Dernière mise à jour le 30 avril 2023.
Serge Castiglioni est un joueur de rugby à XV, né le 12 janvier 1935 à Pontacq et mort le 28 avril 2011 à Brive-la-Gaillarde. Avec 1,72 m pour 73 kg, son poste de prédilection était trois-quarts aile.

## Carrière de joueur

### En club
- AS Pontacq
- vers 1965 : CA Brive
- US Terrasson

## Palmarès

### En club
- Vainqueur du Championnnat de France de première division en 1965 avec le CA Brive.